# Sede titolare di Nicea
Nicea (in latino Nicaenus) è una sede arcivescovile titolare della Chiesa cattolica.

## Storia
La diocesi di Nicea, nella provincia romana della Bitinia Seconda, fu eretta nel III secolo e verso la fine del IV secolo fu elevata al rango di sede metropolitana del patriarcato di Costantinopoli. La comunità e la metropolia di Nicea sono scomparse in seguito agli accordi del trattato di Losanna del 1923 che ha imposto obbligatoriamente lo scambio delle popolazioni tra Grecia e Turchia.
Dal XV secolo Nicea è annoverata tra le sedi arcivescovili titolari della Chiesa cattolica; la sede è vacante dal 10 aprile 1976.

## Cronotassi degli arcivescovi titolari
- Jean di Prangins † (23 ottobre 1444 - 7 maggio 1446 deceduto)
- Vittore Soranzo † (18 luglio 1544 - 9 agosto 1547 succeduto vescovo di Bergamo)
- Melchior Miguel Carneiro Leitão, S.I. † (23 gennaio 1555 - 9 luglio 1577 succeduto patriarca di Etiopia)
- Juan Beltrán de Guevara † (16 gennaio 1573 - ?)
- Vincenzo Quadrimano † (12 agosto 1592 - ?)
- Bernardino Piccoli † (15 dicembre 1621 - 2 ottobre 1627 succeduto vescovo di Strongoli)
- Diego Secco, S.I. † (19 dicembre 1622 - 4 luglio 1623 deceduto)
- Apolinario de Almeida, S.I. † (22 marzo 1627 - 15 giugno 1638 deceduto)
- Giacomo de La Haye † (3 marzo 1653 - ?)
- Gaspare Carpegna † (16 giugno 1670 - 22 dicembre 1670 nominato cardinale)
- Carlo Vaini † (19 gennaio 1671 - 15 maggio 1679 deceduto)
- Giovanni Giacomo Cavallerini † (25 giugno 1692 - 12 dicembre 1695 nominato cardinale)
- Tommaso Ruffo † (7 aprile 1698 - 17 maggio 1706 nominato cardinale)
- Ferdinando Nuzzi † (7 giugno 1706 - 16 dicembre 1715 nominato cardinale)
- Giuseppe Firrao il Vecchio † (2 settembre 1716 - 11 dicembre 1730 nominato arcivescovo, titolo personale, di Aversa)
- Silvio Valenti Gonzaga † (18 giugno 1731 - 19 dicembre 1738 nominato cardinale presbitero di Santa Prisca)
- Alberico Archinto † (30 settembre 1739 - 24 maggio 1756 nominato cardinale presbitero di San Matteo in Merulana)
- Antonio Maria Erba-Odescalchi † (24 settembre 1759 - 19 novembre 1759 nominato cardinale presbitero dei Santi Marcellino e Pietro)
- Cesare Alberico Lucini † (28 gennaio 1760 - 19 febbraio 1768 deceduto)
- Filippo Sanseverino † (29 gennaio 1770 - 4 aprile 1776 deceduto)
- Jean-Siffrein Maury † (24 aprile 1792 - 21 febbraio 1794 nominato arcivescovo, titolo personale, di Montefiascone)
- Pietro Gravina † (12 settembre 1794 - 8 marzo 1816 nominato cardinale presbitero di San Lorenzo in Panisperna)
- Francesco Serra-Cassano † (16 marzo 1818 - 26 luglio 1826 succeduto arcivescovo di Capua)
- Luigi Amat di San Filippo e Sorso † (9 aprile 1827 - 19 maggio 1837 nominato cardinale presbitero di Santa Maria in Via)
- Raffaele Fornari † (24 gennaio 1842 - 30 settembre 1850 nominato cardinale presbitero di Santa Maria sopra Minerva)
- Carlo Sacconi † (27 maggio 1851 - 27 settembre 1861 nominato cardinale presbitero di Santa Maria del Popolo)
- Giuseppe Berardi † (7 aprile 1862 - 16 marzo 1868 nominato cardinale presbitero dei Santi Marcellino e Pietro)
- Serafino Vannutelli † (25 giugno 1869 - 14 marzo 1887 nominato cardinale presbitero di Santa Sabina)
- Luigi Galimberti † (23 maggio 1887 - 25 giugno 1894 nominato cardinale presbitero dei Santi Nereo e Achilleo)
- Augusto Guidi † (18 maggio 1894 - 16 marzo 1900 deceduto)
- Rafael Merry del Val y Zulueta † (19 aprile 1900 - 9 novembre 1903 nominato cardinale presbitero di Santa Prassede)
- Giovanni Tacci Porcelli † (17 dicembre 1904 - 13 giugno 1921 nominato cardinale presbitero di Santa Maria in Trastevere)
- Jules Tiberghien † (21 novembre 1921 - 3 gennaio 1923 deceduto)
- Giovanni Festa † (20 gennaio 1923 - 19 aprile 1930 deceduto)
- Giuseppe Pizzardo † (22 aprile 1930 - 13 dicembre 1937 nominato cardinale presbitero di Santa Maria in Via Lata)
- Aldo Laghi † (28 agosto 1938 - 2 gennaio 1942 deceduto)
- Francesco Pascucci † (22 aprile 1943 - 30 marzo 1945 deceduto)
- Martin-Marie-Stanislas Gillet, O.P. † (30 settembre 1946 - 3 settembre 1951 deceduto)
- Ilario Alcini † (27 ottobre 1951 - 10 aprile 1976 deceduto)